# Omloop Mandel-Leie-Schelde
La Omloop Mandel-Leie-Schelde, es una carrera de ciclismo en ruta profesional de un día que se realiza en Bélgica en la región de Flandes por la ciudad de Meulebeke, fue creada en el 1945 y hasta el 2010 fue de categoría amateur, luego desde 2011 pasó a ser un critérium de categoría nacional, y desde el año 2017 recibió la categoría 1.1 dentro de los Circuitos Continentales UCI formando parte del UCI Europe Tour.
Desde 1997 también se disputa la misma prueba para ciclistas juveniles aunque esta sin tras moto; además, al contrario que su originaria no está desaparecida y está inscrita en el calendario UCI de su categoría.

## Palmarés
| Año                               | Ganador                           | Segundo                       | Tercero                  |
| --------------------------------- | --------------------------------- | ----------------------------- | ------------------------ |
| 1945                              | André Pieters                     | Albert Sercu                  | Juul Huvaere             |
| 1946                              | Albéric Schotte                   | Jan Landuyt                   | Juul Huvaere             |
| 1947                              | Michel Van Elsué                  | Arsène Rijckaert              | Emmanuel Thoma           |
| 1948                              | Georges Desplenter                | Maurice Desimpelaere          | Albert Sercu             |
| 1949                              | Michel Remue                      | Georges Desplenter            | André Pieters            |
| 1950                              | Albert Decin                      | Robert Nolf                   | Julien Van Dijcke        |
| 1951                              | Emmanuel Thoma                    | Raphaël Glorieux Albert Ramon | André Pieters            |
| 1952                              | Karel De Baere                    | Albert Ramon Raphaël Glorieux | Lode Wouters             |
| 1953                              | André Declerck                    | Omer Braeckeveldt             | Valère Ollivier          |
| 1954                              | Maurice Blomme                    | Albéric Schotte               | Marcel De Mulder         |
| 1955                              | Wim Van Est                       | Germain Derycke               | Marcel De Mulder         |
| 1956                              | Germain Derycke                   | Lode Anthonis                 | Jozef De Feyter          |
| 1957                              | Noël Foré                         | Jozef Schils                  | Lucien Taillieu          |
| 1958                              | Jos Hoevenaers                    | Petrus Oellibrandt            | Frans Aerenhouts         |
| 1959                              | Frans Aerenhouts                  | Arthur Decabooter             | Henri Van Den Bossche    |
| 1960                              | Julien Schepens                   | Jef Planckaert                | Frans De Mulder          |
| 1961                              | Petrus Oellibrandt                | Jan Zagers                    | Alfons Hermans           |
| 1962                              | Leon Van Daele                    | René Vanderveken              | Seamus Elliott           |
| 1963                              | Norbert Kerckhove                 | Piet van Est                  | Peter Post               |
| 1963 (2)                          | Robert Lelangue                   | Willy Raes                    | Clément Roman            |
| 1964                              | Gilbert De Smet                   | Carmine Preziosi              | Theo Nys                 |
| 1965                              | Jan Nolmans                       | Joseph Mathy                  | Julien Haelterman        |
| 1966                              | Yvo Molenaers                     | Albert Van Vlierberghe        | Jaak De Boever           |
| 1967                              | Jan Harings                       | Norbert Kerckhove             | Paul In 't Ven           |
| 1968                              | Jos Huysmans                      | Roger Cooreman                | Roger Rosiers            |
| 1969                              | Wim Schepers                      | Herman Vrijders               | Remi Van Vreckom         |
| 1970                              | Wilfried David                    | Remi Van Vreckom              | Romain Pauwels           |
| 1971                              | Eric Leman                        | Ronny Van De Vijver           | Julien Stevens           |
| 1972                              | Christian Callens                 | Fernand Bruggeman             | Georges Barras           |
| 1973                              | Willy Abbeloos                    | Guido Van Sweevelt            | Wim Kelleners            |
| 1974                              | José Vanackere                    | Frans Mintjens                | Paul Lannoo              |
| 1975                              | Jos Gysemans                      | Dirk Baert                    | Willy Van Malderghem     |
| 1976                              | Willem Peeters                    | Edward Janssens               | Eric Van De Wiele        |
| 1977                              | Ludo Peeters                      | Eddy Vanhaerens               | Frans Verhaegen          |
| 1978                              | Ludo Schurgers                    | Walter Naegels                | Martin Havik             |
| 1979                              | Ludo Peeters                      | Walter Godefroot              | Michel Pollentier        |
| 1980                              | Lieven Malfait                    | William Tackaert              | Eric Van De Wiele        |
| 1981                              | Walter Planckaert Eddy Planckaert | Daniel Willems                | Philippe Vandeghinste    |
| 1982                              | Géry Verlinden                    | Patrick Vermeulen             | Marc Dierickx            |
| 1983                              | William Tackaert                  | Allan Peiper                  | Luc Meersman             |
| 1984                              | Patrick Versluys                  | Martin Durant No name         | Luc Meersman             |
| 1985                              | Rudy Dhaenens                     | Willy Teirlinck               | Jozef Lieckens           |
| 1986                              | Rudy Dhaenens                     | Ferdi van den Haute           | Herman Frison            |
| 1987                              | Frans Maassen                     | John Dekeukelaere             | Edwin Bafcop             |
| 1988                              | Johan Devos                       | Peter Huyghe                  | Patrick Deneut           |
| 1989                              | Eddy Planckaert                   | Carlo Bomans                  | Pascal Elaut             |
| 1990                              | Benjamin Van Itterbeeck           | Adrie van der Poel            | Dirk De Wolf             |
| 1991                              | Wilco Zuijderwijk                 | Antoine Goense                | Peter Huyghe             |
| 1992                              | Danny Nelissen Wilfried Nelissen  | John Talen                    | Herman Frison            |
| 1993                              | Frank van den Abeele              | Viacheslav Yekímov            | Paul Haghedooren         |
| 1994                              | Wilfried Nelissen                 | Peter van Petegem             | Carlo Bomans             |
| 1995                              | Niko Eeckhout                     | Léon van Bon                  | Lars Michaelsen          |
| 1996                              | Johan Museeuw                     | Frank Vandenbroucke           | Wilfried Peeters         |
| 1997                              | Franky De Buyst                   | Stéphane Hennebert            | Hans De Clercq           |
| 1998                              | Jo Planckaert                     | Patrick Jonker                | Maarten den Bakker       |
| 1999                              | Johan Museeuw                     | Michel Vanhaecke              | Léon van Bon             |
| 2000                              | Stefano Zanini                    | Jo Planckaert                 | Michel Vanhaecke         |
| 2001                              | Romāns Vainšteins                 | Jo Planckaert                 | Eric De Clercq           |
| 2002                              | Peter van Petegem                 | Johan Museeuw                 | Tom Boonen               |
| 2003                              | Johan Museeuw                     | Marc Streel                   | Paul Van Hyfte           |
| 2004                              | Tom Boonen                        | Gorik Gardeyn                 | Nico Mattan              |
| 2005                              | Geert Omloop                      | Marc Wauters                  | Nico Mattan              |
| 2006                              | Leif Hoste                        | Niko Eeckhout                 | Fränk Schleck            |
| 2007                              | Alessandro Ballan                 | Gorik Gardeyn                 | Gianni Meersman          |
| 2008                              | Stijn Devolder                    | Leif Hoste                    | Frederik Willems         |
| 2009                              | Nick Nuyens                       | Steven de Jongh               | Frederik Willems         |
| 2010                              | Jan Ghyselinck                    | Kurt Hovelynck                | Guillaume Van Keirsbulck |
| 2011                              | Davy Commeyne                     | Laurens de Vreese             | Wim De Vocht             |
| 2012                              | Pieter Ghyllebert                 | Guillaume Van Keirsbulck      | Frederic Verkinderen     |
| 2013                              | Iljo Keisse                       | Frédérique Robert             | Niko Eeckhout            |
| 2014                              | Jasper De Buyst                   | Alexander Krieger             | Jonas Van Genechten      |
| 2015                              | Amaury Capiot                     | Gianni Meersman               | Jelle Cant               |
| 2016                              | Pieter Vanspeybrouck              | Christopher Latham            | Amaury Capiot            |
| 2017                              | Iljo Keisse                       | Huub Duijn                    | Maarten Wynants          |
| 2018                              | Wouter Wippert                    | Herman Dahl                   | Justin Jules             |
| 2019                              | Niccolò Bonifazio                 | Timothy Dupont                | Tom Van Asbroeck         |
| 2020-2021 ediciones no realizadas |                                   |                               |                          |
| 2022                              | Rory Townsend                     | Harry Tanfield                | Ruben Apers              |
| 2023                              | Warre Vangheluwe                  | Lionel Taminiaux              | Andrea Raccagni Noviero  |
| 2024                              | Finn Crockett                     | Daniel Årnes                  | Jago Willems             |

## Palmarés por países
| País         | Victorias |
| ------------ | --------- |
| Bélgica      | 67        |
| Países Bajos | 6         |
| Italia       | 3         |
| Letonia      | 1         |
| Irlanda      | 1         |
| Reino Unido  | 1         |

## Estadísticas

### Más victorias
| Ciclista          | Victorias | Años             |
| ----------------- | --------- | ---------------- |
| Johan Museeuw     | 3         | 1996, 1999, 2003 |
| Eddy Planckaert   | 2         | 1981, 1989       |
| Wilfried Nelissen | 2         | 1992, 1994       |
| Iljo Keisse       | 2         | 2013, 2017       |